# Вишневецкий, Иван Михайлович
Иван Михайлович Вишневецкий (укр. Іван Михайлович Вишневецький, ок. 1490—1542, Вишневец) — западнорусский князь-магнат, державец эйшишский, воронянский, каневский, чечерский, черкасский и пропойский.
Старший сын князя Михаила Васильевича Вишневецкого от первого брака с княжной Полубинской.

## Жизнеописание
В 1512 году Иван вместе со своим отцом Михаилом Вишневецким участвовал в разгроме крымско-татарской орды в битве под Вишневцом.
Ему принадлежал замок Вишневец в Кременецком повете на Волыни. Исповедовал православную веру. После смерти великого гетмана литовского князя Константина Ивановича Острожского князь Иван Михайлович Вишневецкий стал одним из организаторов обороны Волыни от набегов крымских татар. В 1534, 1538 и 1540 годах трижды объявлял мобилизацию волынской шляхты.
В 1533 году князь Иван Михайлович Вишневецкий получил во владение эйшишское и воронянское староства. В 1534 году после начала очередной русско-литовской войны возглавлял поход на Смоленск, но город не взял, ограничившись разорением окрестных земель.
В 1536 году приобрел пропойское и чечерское староства. В 1541 году ему были переданы в держание каневское и черкасское староства.
Похоронен в Обители Матери Божьей на Поднепровье, Киево-Печерской Лавре.

## Семья и дети
Иван Михайлович Вишневецкий был дважды женат. Его первой женой стала Анастасия Семеновна Олизарович. Вторично женился на Магдалене Деспотовне Бранкович, происходившей из рода сербских князей. Дети:
- Михаил (Зигмунт) Иванович Вишневецкий (ум. 1552)
- Дмитрий Иванович «Байда» Вишневецкий (ум. 1563)
- Андрей Иванович Вишневецкий (ум. 1584)
- Константин Иванович Вишневецкий (ум.1574)
- Екатерина Ивановна Вишневецкая (ум. ок. 1580), жена великого гетмана литовского Григория Александровича Ходкевича